# Karolina Lizurej
Karolina Lizurej (ur. 6 listopada 1990 w Tychach) – polska artystka plastyczka zajmująca się przede wszystkim tkaniną artystyczną, rysunkiem i malarstwem.

## Życiorys
Ukończyła Szkołę Podstawową im. Stanisława Ligonia w Truskolasach, a następnie Ogólnokształcącą Szkołę Sztuk Pięknych w Częstochowie. Jest absolwentką Wydziału Malarstwa (2014), gdzie obroniła dyplom w pracowni prof. Andrzeja Rysińskiego, aneks z artystycznej tkaniny u prof. Doroty Grynczel, a z rysunku u prof. Grzegorza Stachańczyka oraz Wydziału Konserwacji i Restauracji Dzieł Sztuki (2019) Akademii Sztuk Pięknych w Warszawie. Ukończyła studia doktoranckie na Wydziale Malarstwa (2018).
Jej prace wystawiane były na wystawach zbiorowych i indywidualnych w różnych miastach Polski, ale także w Czechach, na Słowacji, na Węgrzech, na Ukrainie, w Serbii i w Niemczech.
Jest autorką komiksu To były cudowne dni na temat powstania warszawskiego wydanego w antologii Morowe Panny.
Okazjonalnie maluje obrazy do scenografii filmowych, m.in. do filmu Agnieszki Holland Obywatel Jones i serialu Król w reż. Jana Matuszyńskiego.

## Nagrody
- Nagroda dla Najlepszej Pracy Studenckiej w Międzynarodowym Triennale Tkaniny „Bez Granic” w Bratysławie (2012)[5],
- Honorowe Wyróżnienie w Międzynarodowym Triennale Rysunku we Wrocławiu (2012)[6],
- dwukrotna nagroda Ministra Kultury i Dziedzictwa Narodowego (2012, 2013)[7],
- finalistka Nagrody Artystycznej Siemensa (2014)[8],
- Brązowy Medal na XI Międzynarodowym Biennale Tkaniny Artystycznej “Scythia” w Ivano-Frankiwsku (2018)[5],
- Nagroda Polskiego Instytutu w Bratysławie w ramach V Międzynarodowego Triennale Tkaniny w Bratysławie (2018)[5],
- II Nagroda im. prof. Stanisława Trzeszczkowskiego (2019)[9].

## Ważniejsze wystawy
- „Steel is unmlimited” w Ostrawie[10]
- „Jaki znak Twój?” w Muzeum Powstania Warszawskiego[3]

## Źródła
- Artystyczny wybieg. Polskie Radio. [dostęp 2019-07-21].